# Felsőberecki
Felsőberecki ist eine ungarische Gemeinde im Kreis Sátoraljaújhely im Komitat Borsod-Abaúj-Zemplén.

## Geografische Lage
Felsőberecki liegt in Nordungarn, 73 Kilometer nordöstlich des Komitatssitzes Miskolc, 5 Kilometer südöstlich der Kreisstadt Sátoraljaújhely, am linken Ufer des Flusses Bodrog und unmittelbar an der Grenze zur Slowakei. Nachbargemeinden sind Alsóberecki im Süden und Karos im Südosten. Jenseits der Grenze befinden sich die slowakischen Gemeinden Klin nad Bodrogom und Streda nad Bodrogom. Durch den Ort verläuft ein Kanal (Felsőberecki-főcsatorna) in östliche Richtung zur slowakischen Grenze.

## Geschichte
Im Jahr 1913 gab es in der damaligen Kleingemeinde 60 Häuser und 360 Einwohner auf einer Fläche von 597  Katastraljochen. Sie gehörte zu dieser Zeit zum Bezirk Sátoraljaújhely im Komitat Zemplén.

## Sehenswürdigkeiten
- Griechisch-katholische Kirche Szent Kereszt felmagasztalása
- Reformierte Kirche, erbaut 1943
- Römisch-katholische Kirche Szentlélek

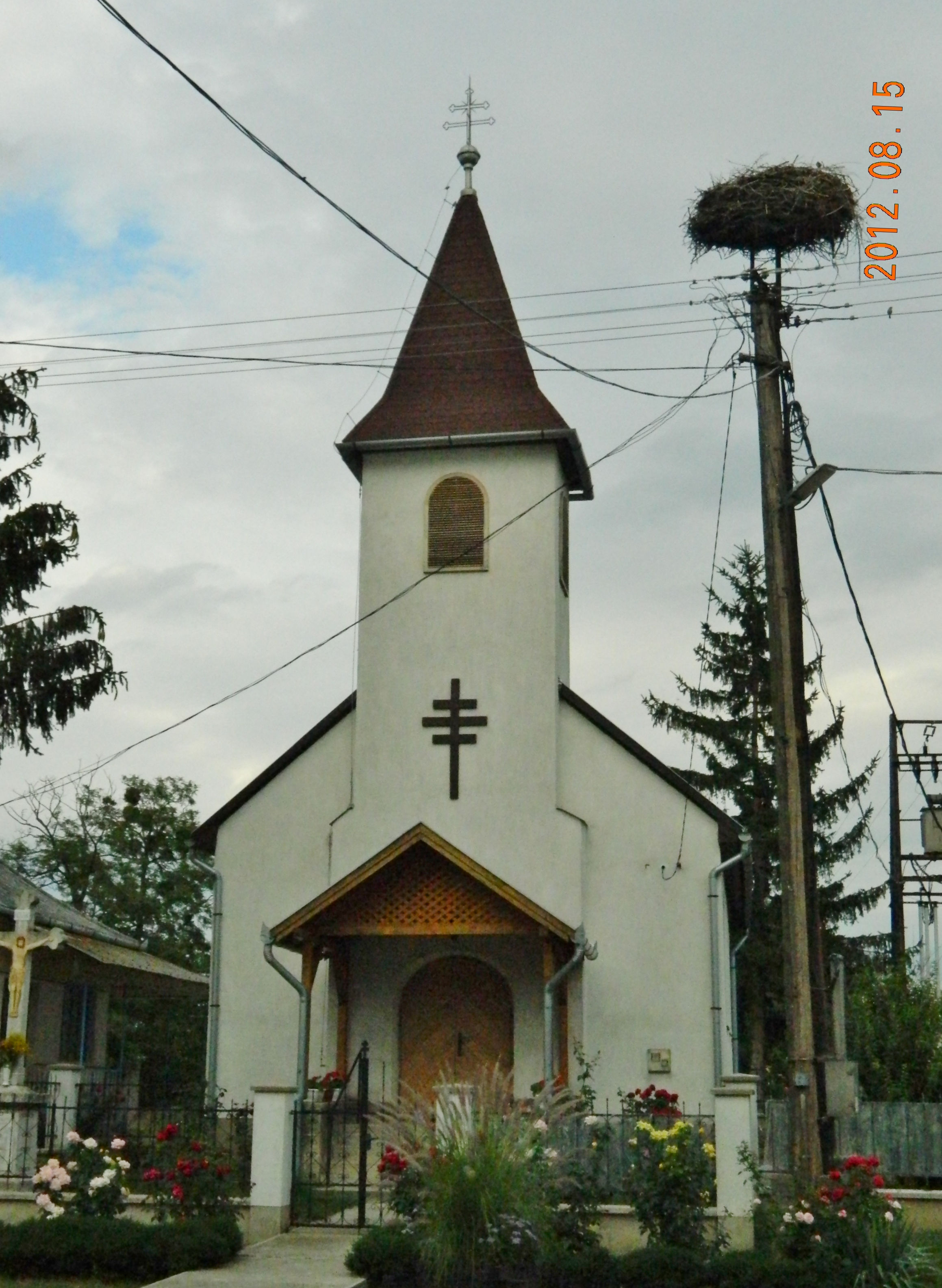
Griechisch-katholische Kirche Szent Kereszt felmagasztalása
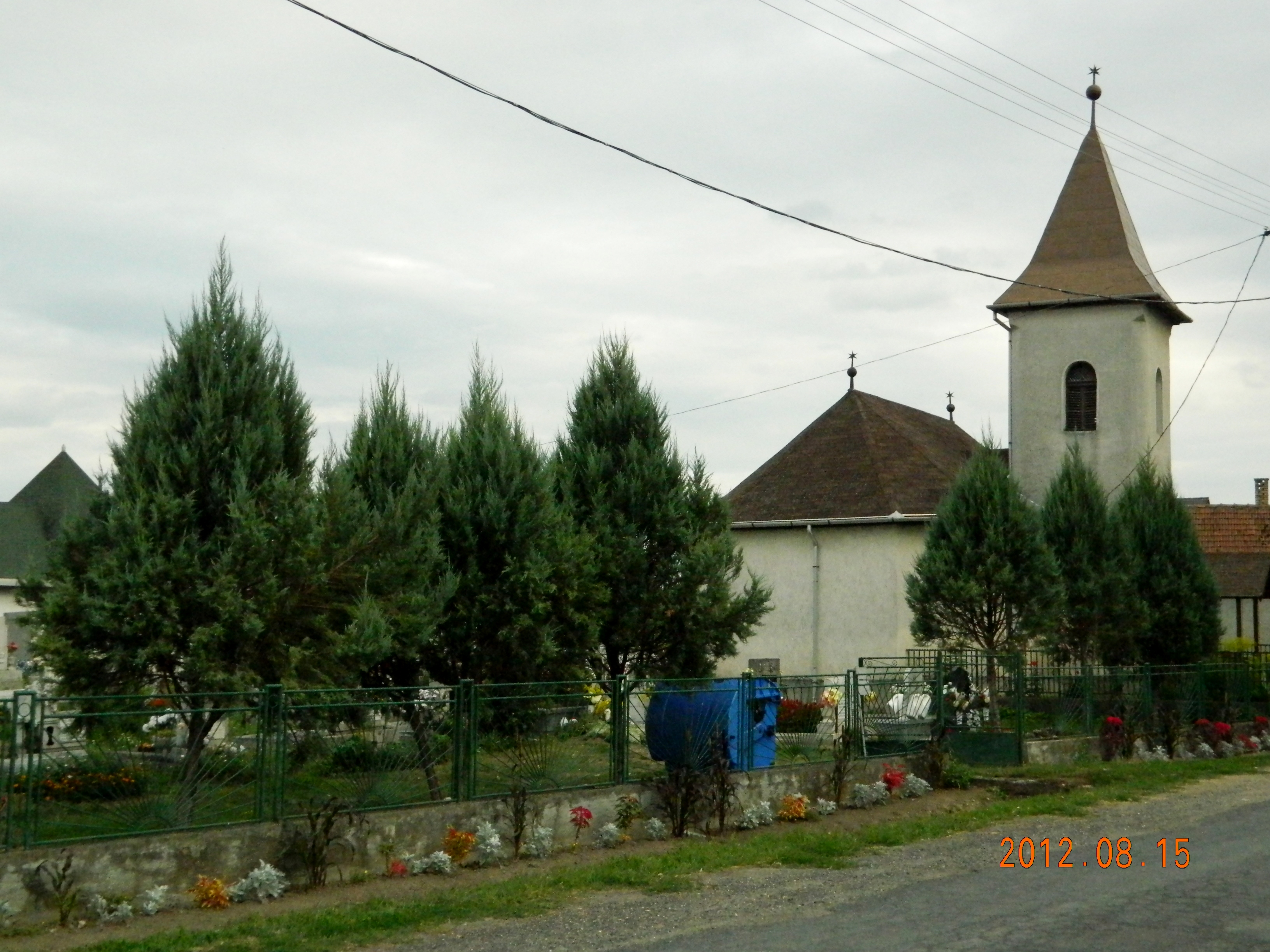
Reformierte Kirche
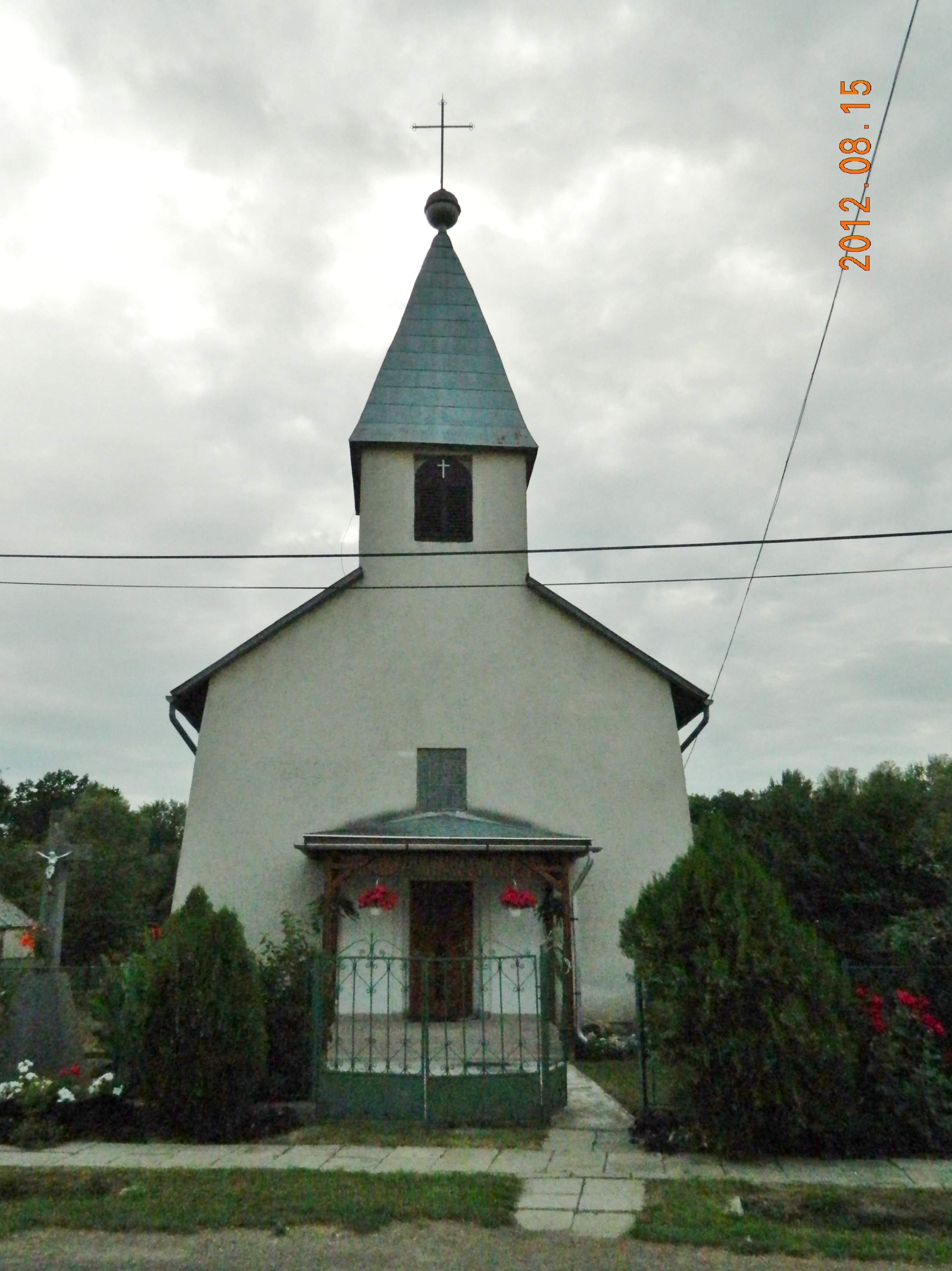
Römisch-katholische Kirche Szentlélek
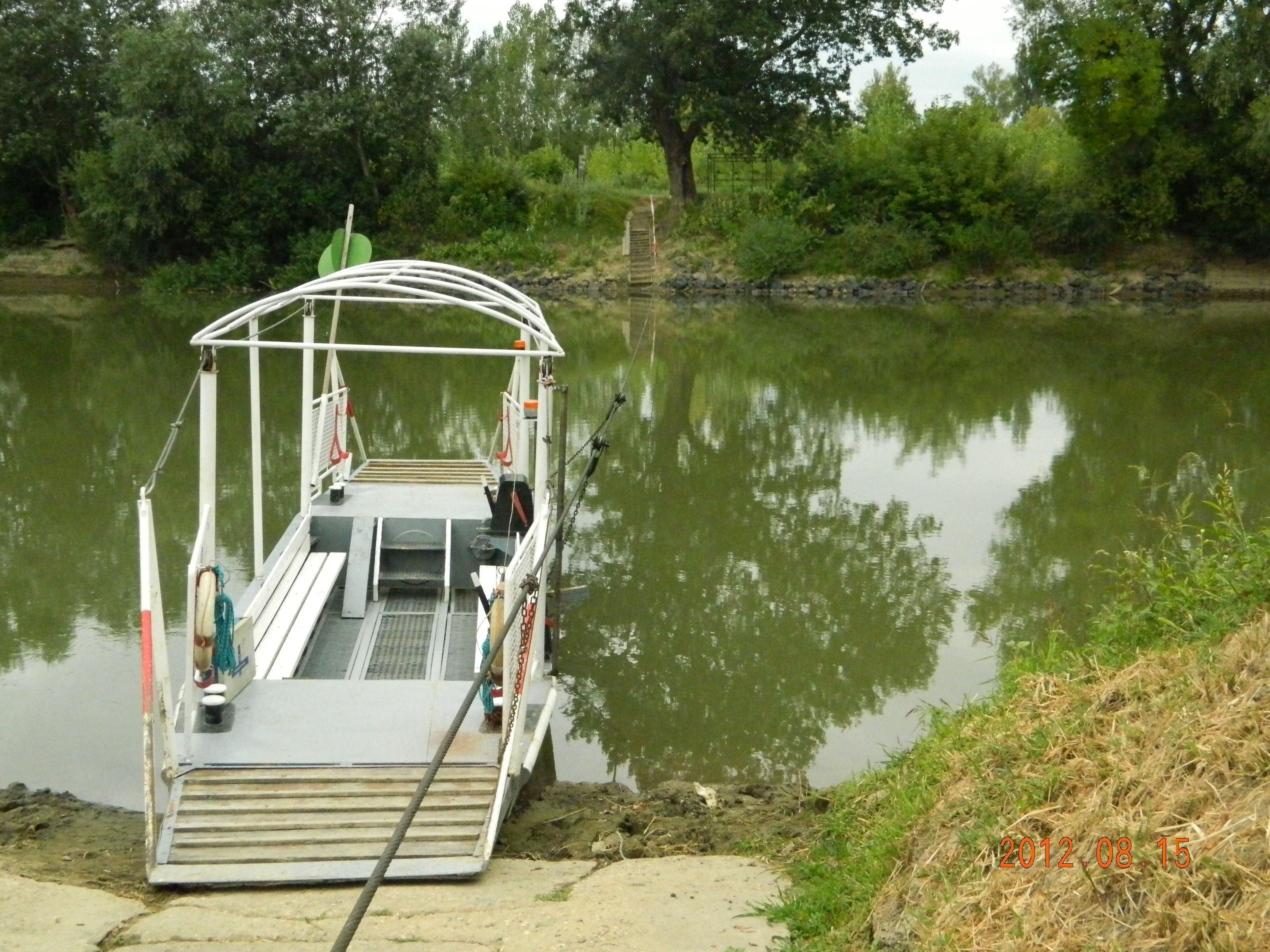
Fähre über den Fluss Bodrog
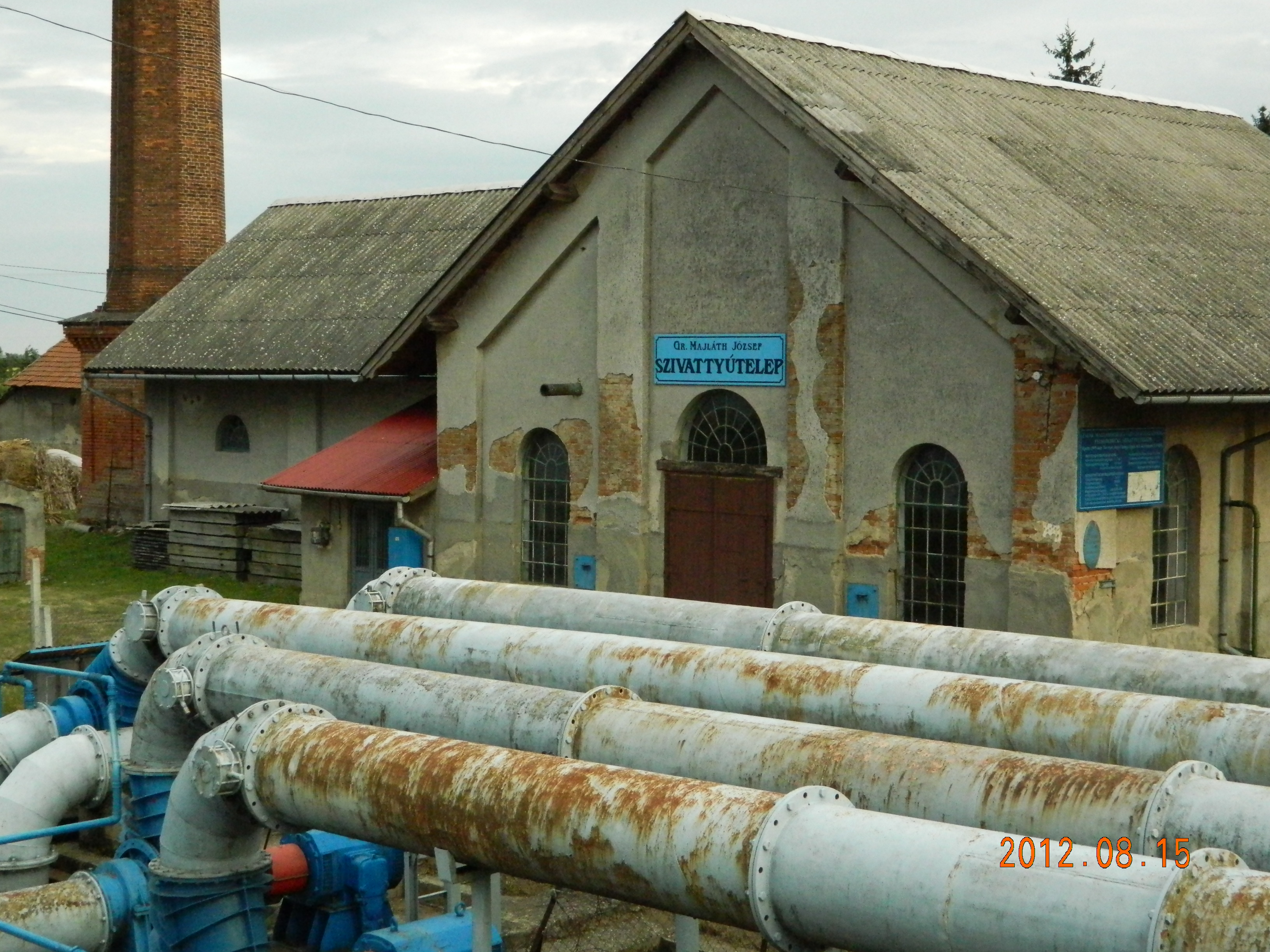
Pumpwerk am Kanal

## Verkehr
Felsőberecki ist nur über eine Nebenstraße von Alsóberecki aus zu erreichen. Es bestehen Busverbindungen über Alsóberecki nach Sátoraljaújhely, wo sich der nächstgelegene Bahnhof befindet. Weiterhin gibt es eine Personenfähre über den Fluss Bodrog.